# 长柱核螺
长柱核螺（学名：Adamnestia protracta）为三叉螺科柱核螺属的动物。分布于日本，包括南海、东海等海域，属于暖水性种类。其多生活于潮下带浅水区的泥砂质底。